# Trofeo Lois 1973
Il Trofeo Lois 1973 è stato un torneo di tennis giocato sulla terra rossa. È stata la 1ª edizione del torneo che fa parte del Commercial Union Assurance Grand Prix 1973. Si è giocato a Valencia in Spagna dal 26 marzo al 1º aprile 1973.

## Campioni

### Singolare maschile
Manuel Orantes ha battuto in finale  Adriano Panatta con il punteggio di 6–4 6–4 6–3

### Doppio maschile
Mike Estep /  Ion Țiriac hanno battuto in finale  Patrick Hombergen /  Bernard Mignot con il punteggio di 6–4, 1–6, 10-8